# I Can't Break It To My Heart
I Can't Break It to My Heart este o melodie a cântăreței Delta Goodrem. Single-ul a fost lansat în 2008 în Australia, atingând poziția cu numărul 13. „I Can't Break It to My Heart” a fost lansat ca cel de-al patrulea single al albumului Delta.

## Lista Melodiilor
CD Single
1. „I Can't Break It to My Heart” — 4:00
2. „In This Life” (Diamond Cut Remix) — 4:53
3. „Burn for You” (Live la The Chapel) — 3:33

iTunes Australia EP
1. „I Can't Break It to My Heart” — 4:00
2. „In This Life” (Diamond Cut Remix) — 4:53
3. „Burn for You” (Live la The Chapel) — 3:33
4. „Edge of Seventeen” (Live Medley) Seymour Centre — 3:55

## Clasamente
| Clasament (2008)         | Poziția Maximă |
| ------------------------ | -------------- |
| Australian Singles Chart | 13             |